# What I'm Feelin'
What I'm Feelin' è il settimo album in studio del cantante statunitense Anthony Hamilton, pubblicato nel 2016.

## Tracce
1. Save Me – 3:55
2. Ain't No Shame – 4:38
3. What I'm Feelin' (featuring The HamilTones) – 3:59
4. Amen – 3:37
5. I Want You – 4:24
6. Never Letting Go – 3:51
7. Grateful – 4:18
8. Walk in My Shoes – 4:02
9. Take You Home – 4:54
10. Still – 3:24
11. Ever Seen Heaven – 2:48
12. Love Is an Angry Thing – 3:38

## Classifiche
| Classifica (2016) | Posizione raggiunta |
| ----------------- | ------------------- |
| Stati Uniti       | 15                  |